# Vaux-sur-Seulles
Vaux-sur-Seulles is een gemeente in het Franse departement Calvados (regio Normandië) en telt 318 inwoners (2004). De plaats maakt deel uit van het arrondissement Caen.

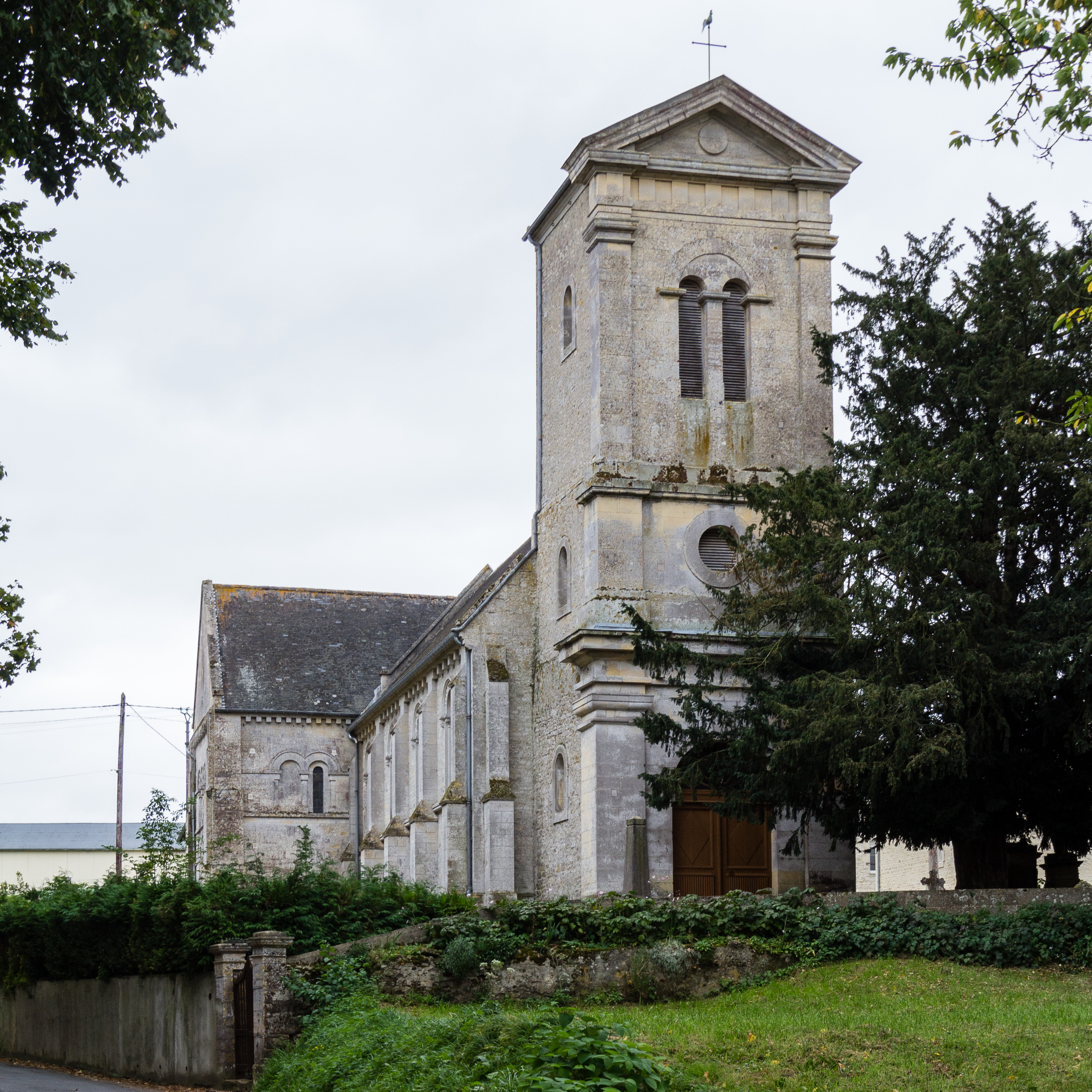
Kerk van St. Pierre
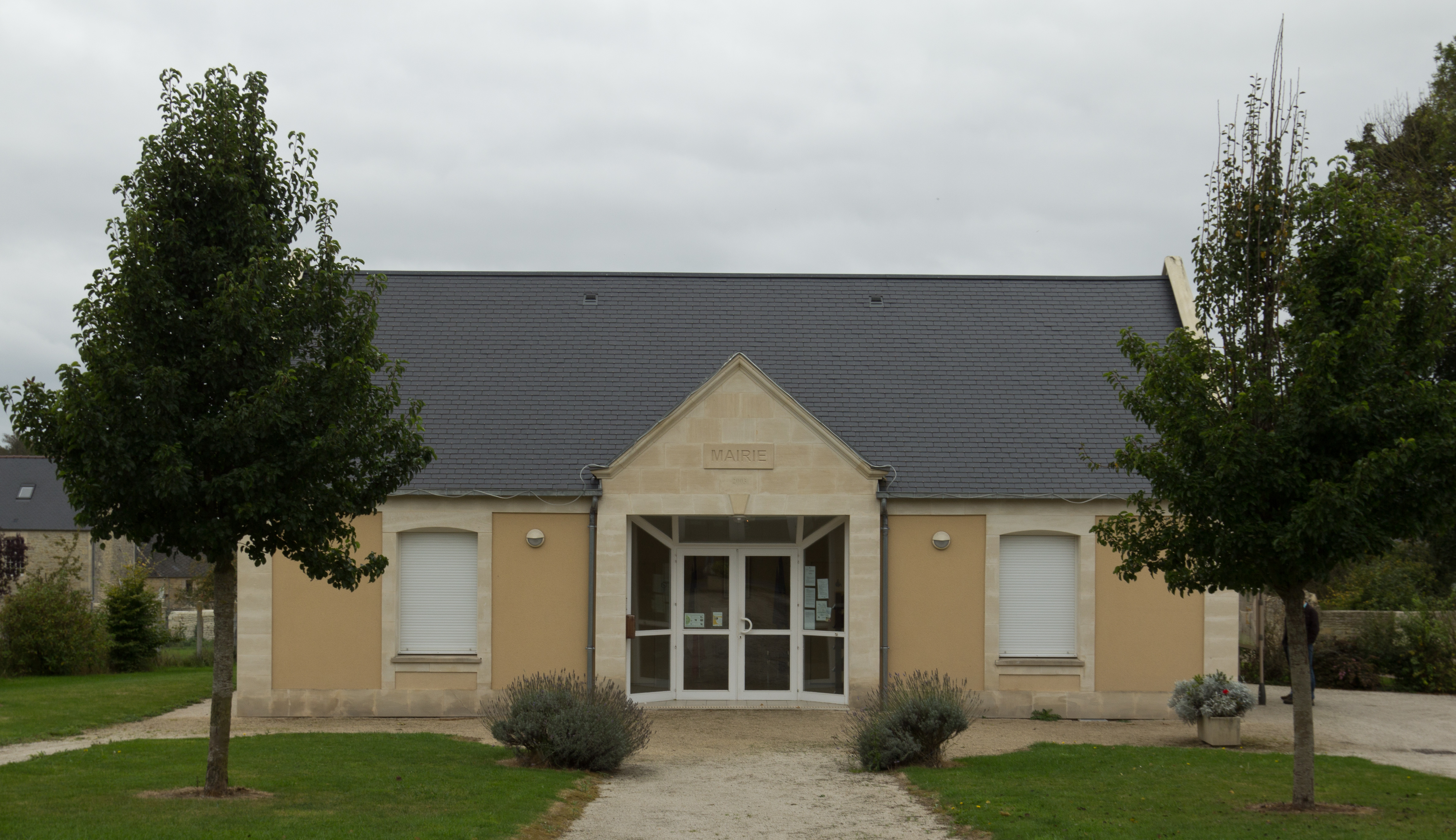
Gemeentehuis
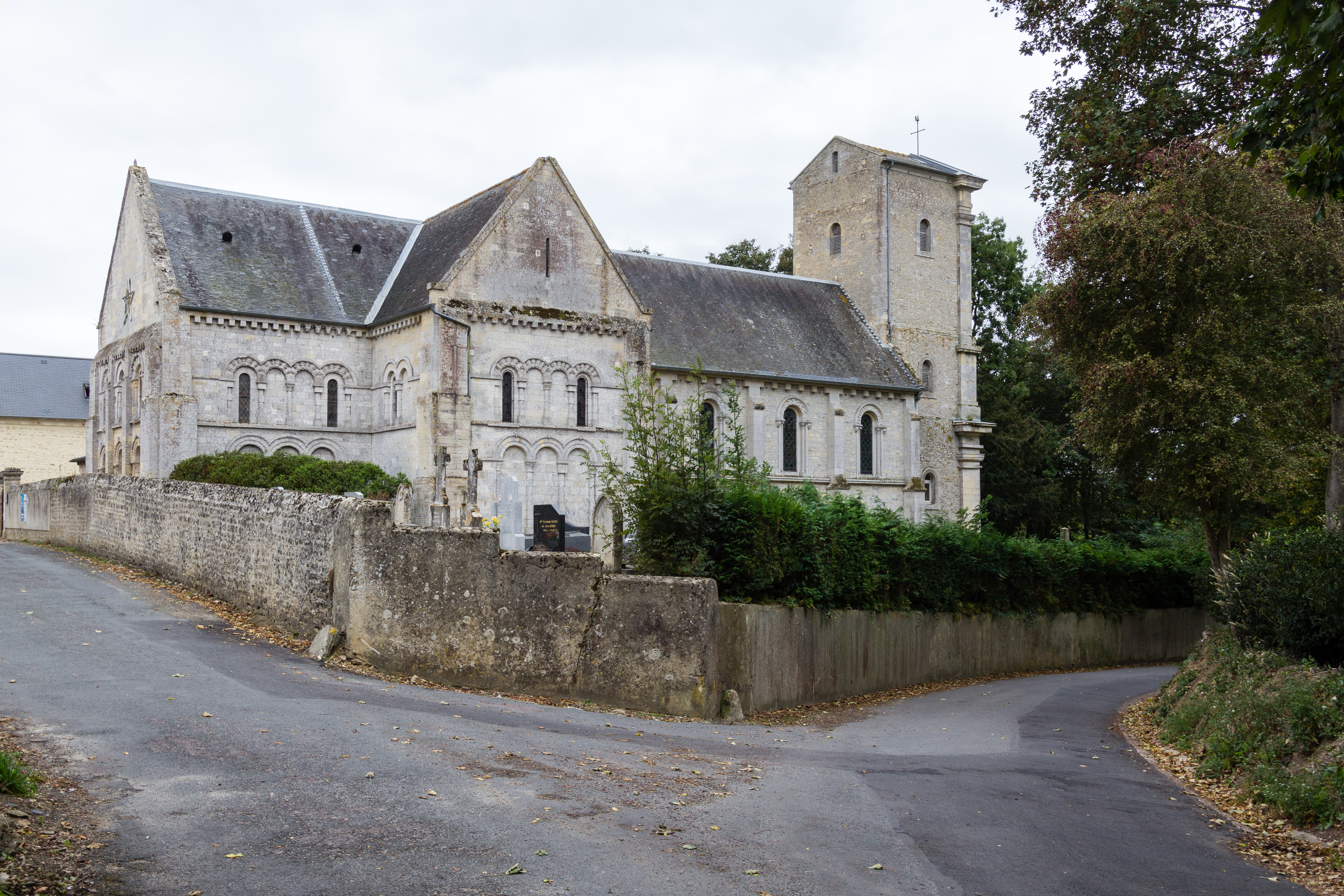
Vaux-sur-Seulles

## Geografie
De oppervlakte van Vaux-sur-Seulles bedraagt 6,5 km², de bevolkingsdichtheid is 48,9 inwoners per km².
De onderstaande kaart toont de ligging van Vaux-sur-Seulles met de belangrijkste infrastructuur en aangrenzende gemeenten.

## Demografie
Onderstaande figuur toont het verloop van het inwonertal (bron: INSEE-tellingen).
Vanwege een beveiligingsprobleem met de MediaWiki Graph-software is het momenteel niet mogelijk deze grafiek weer te geven. Zodra de software is bijgewerkt zal de grafiek vanzelf weer zichtbaar worden.
1. ↑  Populations de référence 2022.